# La primera carga al machete
La primera carga al machete és una pel·lícula cubana de ficció dirigida per Manuel Octavio Gómez el 1969 i produïda per l'ICAIC.

## Argument
A l'octubre de 1868 s'inicia la guerra contra la dominació espanyola. Carlos Manuel de Céspedes ocupa Bayamo un capità espanyol envia dues fortes columnes. Aquestes són delmades per les tropes de Máximo Gómez, que utilitzen per primera vegada el matxet com a arma de guerra.

## Repartiment
- José Antonio Rodríguez
- Adolfo Llauradó
- Idalia Anreus
- Omar Valdés
- Eduardo Moure
- Raúl Pomares
- Pablo Milanés

## Producció
Fou rodada a l'estil d'un reportatge, amb entrevistes als personatges històrics, càmera a la mà i contrastada fotografia, a imatge i semblança de les pel·lícules primitives.

## Premis
Fou inclosa en la Selecció Anual de la Crítica a l'Havana el 1969. Va participar en la 30a Mostra Internacional de Cinema de Venècia, on va rebre el Premi Luis Buñuel, i va rebre el Premi del Jurat Belga del Festival de Lovaina el 1969.